# Acantholycosa
Genre
Acantholycosa est un genre d'araignées aranéomorphes de la famille des Lycosidae.

## Distribution
Les espèces de ce genre se rencontrent en zone holarctique.

## Liste des espèces
Selon World Spider Catalog (version 26, 18/06/2025) :
- Acantholycosa aborigenica Zyuzin & Marusik, 1988
- Acantholycosa altaiensis Marusik, Azarkina & Koponen, 2004
- Acantholycosa azarkinae Marusik & Omelko, 2011
- Acantholycosa azheganovae (Lobanova, 1978)
- Acantholycosa azyuzini Marusik, Hippa & Koponen, 1996
- Acantholycosa dudkoromani Marusik, Azarkina & Koponen, 2004
- Acantholycosa dudkorum Marusik, Azarkina & Koponen, 2004
- Acantholycosa irinae Fomichev & Omelko, 2020
- Acantholycosa katunensis Marusik, Azarkina & Koponen, 2004
- Acantholycosa khakassica Marusik, Azarkina & Koponen, 2004
- Acantholycosa kronestedti Fomichev & Marusik, 2018
- Acantholycosa kulikovi Fomichev, 2021
- Acantholycosa levinae Marusik, Azarkina & Koponen, 2004
- Acantholycosa lignaria (Clerck, 1757)
- Acantholycosa logunovi Marusik, Azarkina & Koponen, 2004
- Acantholycosa marusiki Fomichev & Omelko, 2020
- Acantholycosa mordkovitchi Marusik, Azarkina & Koponen, 2004
- Acantholycosa norvegica (Thorell, 1872)
- Acantholycosa oligerae Marusik, Azarkina & Koponen, 2004
- Acantholycosa paraplumalis Marusik, Azarkina & Koponen, 2004
- Acantholycosa pedestris (Simon, 1876)
- Acantholycosa petrophila Marusik, Azarkina & Koponen, 2004
- Acantholycosa plumalis Marusik, Azarkina & Koponen, 2004
- Acantholycosa sayanensis Marusik, Azarkina & Koponen, 2004
- Acantholycosa sergeevi Fomichev, 2021
- Acantholycosa sidorovi Fomichev, 2021
- Acantholycosa solituda (H. W. Levi & L. R. Levi, 1951)
- Acantholycosa spinembolus Marusik, Azarkina & Koponen, 2004
- Acantholycosa sterneri (Marusik, 1993)
- Acantholycosa sundukovi Marusik, Azarkina & Koponen, 2004
- Acantholycosa tarbagataica Marusik & Logunov, 2011
- Acantholycosa vahterae Fomichev & Marusik, 2018
- Acantholycosa valeriae Omelko, Komisarenko & Marusik, 2016
- Acantholycosa voronoii Omelko & Fomichev, 2022
- Acantholycosa zang X. Y. Zhang, Z. S. Zhang & Wang, 2025
- Acantholycosa zhangi X. Y. Zhang, Z. S. Zhang & Wang, 2025
- Acantholycosa zinchenkoi Marusik, Azarkina & Koponen, 2004
- Acantholycosa zonsteini Marusik & Omelko, 2017

## Systématique et taxinomie
Ce genre a été décrit par Dahl en 1908 dans les Lycosidae.

## Publication originale
- Dahl, 1908 : « Die Lycosiden oder Wolfsspinnen Deutschlands und ihre Stellung im Haushalt der Natur. Nach statistichen Untersuchungen dargestellt. » Nova Acta Academiae Caesarae Leopoldino-Carolinae Germanicae Naturae Curiosorum, vol. 88, p. 175-678.